# Pseudopristilophus girardi
Pseudopristilophus girardi – gatunek chrząszcza z rodziny sprężykowatych i podrodziny Prosterninae.

## Taksonomia
Gatunek opisany został w 2005 przez Huberta Pigueta i nazwany na cześć Claude'a Girarda, francuskiego entomologa.

## Występowanie
Gatunek ten jest endemitem Madagaskaru.